# Unterweißenbach (Helmbrechts)
Unterweißenbach ist ein Gemeindeteil der Stadt Helmbrechts im Landkreis Hof (Oberfranken, Bayern). Unterweißenbach liegt in der Gemarkung Oberweißenbach.

## Geografie
Das Dorf bildet mit Helmbrechts im Nordosten eine geschlossene Siedlung. Die Kreisstraße HO 23 führt nach Helmbrechts zur Staatsstraße 2195 (0,3 km nordöstlich) bzw. nach Wüstenselbitz (1,5 km südlich). Eine Gemeindeverbindungsstraße führt nach Oberweißenbach (1 km nordwestlich) bzw. nach Ottengrün zur Kreisstraße HO 38 (1,5 km südöstlich).

## Geschichte
Der Nürnberger Burggraf Friedrich V. hatte den damals als „Niederweißenbach“ bezeichneten Ort im Jahr 1386 von den Brüdern Wolfstriegel aus dem Rittergeschlecht der von Schauenstein erworben, wodurch das Dorf in den Besitz der Hohenzollern gelangte. Infolgedessen wurde es von diesen dem Vogteiamt Helmbrechts des späteren Markgraftums Brandenburg-Kulmbach/Bayreuth zugeordnet.
Zur Realgemeinde Unterweißenbach gehörte Hampelhof. Gegen Ende des 18. Jahrhunderts bestand Unterweißenbach aus 19 Anwesen (1 Hof, 5 Halbhöfe, 4 Dreiachtelhöfe, 1 Viertelhof, 1 Mühle, 2 Häuser, 1 Häuslein, 4 Tropfhäuser). Die Hochgerichtsbarkeit sowie die Dorf- und Gemeindeherrschaft stand dem bayreuthischen Stadtvogteiamt Helmbrechts zu. Das Kastenamt Helmbrechts war Grundherr sämtlicher Anwesen.
Von 1797 bis 1810 unterstand Unterweißenbach dem Justiz- und Kammeramt Münchberg. Infolge des Ersten Gemeindeedikts wurde 1812 der Steuerdistrikt Unterweißenbach gebildet. Zu diesem gehörten Bärenbrunn, Hampelhof, Kriegsreuth, Lehsten, Ochsenbrunn, Oberweißenbach, Ort, Rappetenreuth, Stechera und Taubaldsmühle. Zugleich entstand die Ruralgemeinde Unterweißenbach, die deckungsgleich mit dem Steuerdistrikt war mit Ausnahme von Oberweißenbach und Taubaldsmühle. Sie war in Verwaltung und Gerichtsbarkeit dem Landgericht Münchberg zugeordnet und in der Finanzverwaltung dem Rentamt Münchberg. 1820 wurden die Gemeinden Oberweißenbach und Unterweißenbach vereinigt. Im Zuge der Gebietsreform in Bayern wurde Unterweißenbach am 1. Juli 1972 nach Helmbrechts eingemeindet.

### Einwohnerentwicklung
| Jahr      | 1812  | 1819   | 1861   | 1871   | 1885   | 1900   | 1925   | 1950   | 1961   | 1970   | 1987  |
| Einwohner | *132  | 165    | 163    | 169    | 204    | 198    | 176    | 206    | 263    | 226    | 171   |
| Häuser    | *22   |        |        |        | 22     | 24     | 27     | 30     | 41     |        | 49    |
| Quelle    | [ 7 ] | [ 10 ] | [ 11 ] | [ 12 ] | [ 13 ] | [ 14 ] | [ 15 ] | [ 16 ] | [ 17 ] | [ 18 ] | [ 1 ] |

## Religion
Unterweißenbach ist seit der Reformation evangelisch-lutherisch geprägt und ist bis heute nach St. Johannes der Täufer (Helmbrechts) gepfarrt.

## Wirtschaft und Infrastruktur
Wirtschaftsbetriebe im Ort sind eine Färberei, ein Appreturanstalt und ein Textilbetrieb. An der Bahnstrecke Münchberg–Helmbrechts hatte der Ort bis 1922 einen Haltepunkt.